# Питер Брук
Питер Стивен Пол Брук, CH, CBE (енгл. Peter Stephen Paul Brook; Лондон, 21. март 1925 — Париз, 2. јул 2022) био је енглески позоришни и филмски режисер који је живео у Француској од раних 1970-их. Добитник је више награда Тони и Еми, награде Лоренс Оливије, јапанске награде Praemium Imperiale и италијанске Prix Italia. Називају га „нашим највећим живим позоришним редитељем“.
Са Royal Shakespeare Company (RSC), Брук је режирао прву продукцију филма Мара/Сад на енглеском језику 1964. године. Пребацио се на Бродвеј 1965. године и освојио награду Тони за најбољу представу, и проглашен најбољим режисером.

## Детињство и младост
Брук је рођен у области Тернам Грин у Чизику у Лондону, као други син Симона Брука и његове супруге Ајде (Јансен), литванских јеврејских имиграната из Летоније. Његов старији брат био је психијатар и психотерапеут Алексис Брук (1920—2007). Његов први рођак био је Валентин Плучек, главни директор Московског сатиричног позоришта. Брук се школовао у Вестминстер школи, Грешамовој школи и Магдалин колеџу, Оксфорд.

## Каријера
Брук је режирао Доктора Фауста, своју прву продукцију, 1943. године у позоришту Торч у Лондону, а затим је у Шантиклер позоришту 1945. године обновио Паклену машину. 1947. одлази у Стратфорд на Ејвону као помоћник режисера Ромеа и Јулије и Love's Labour's Lost. Од 1947. до 1950. био је директор продукције у Краљевској опери у Лондону. Његов рад тамо обухватио је врло контроверзну поставку Саломе Рихарда Штрауса са сценографијом Салвадора Далија, и успешну режију Пучинијеве опере Боеми користећи сетове датиране из 1899. Уследило је повећање броја његових сценских и филмских дела као продуцента и режисера. Dark of the Moon, Хауарда Ричардсона (1948–49), у Амбасадорском театру у Лондону, била је рана продукција којој су се веома дивили.
Брук је 1970. године са Мишлин Розан основао Међународни центар за позоришна истраживања, мултинационалну компанију глумаца, плесача, музичара и других, која је раних 1970-их много путовала по Блиском истоку и Африци. Седиште му је у Паризу у Bouffes du Nord theatre од 1974. Најавио је 2008. године да ће поднети оставку на место уметничког директора Bouffes du Nord theatre, започињући те године трогодишњу примопредају Оливијеу Мантеу и Оливијеу Пубелу.

### Утицаји
Брук је био под утицајем дела Антонена Артоа и његових идеја за Позориште суровости.
Највећи утицај на њега, међутим, имала је Џоан Литлвуд. Брук ју је описао као "најцењенијег режисера у Британији средином 20. века". Бруково дело је такође инспирисано теоријама експерименталног позоришта Јержија Гротовског, Бертолта Брехта, Криса Ковича и Всеволода Мејерхолда и делима Г.И. Гурџијева, Едварда Гордона Крега, и Матиле Гике.

### Сарадници
Брук је током своје каријере сарађивао са низом редитеља, писаца и глумаца, а међу њима су глумци Пол Скофилд и Гленда Џексон; дизајнери Џорџ Вакевич и Сали Јакобс, као и писци Тед Хјуз и Вилијам Голдинг. Брук се први пут сусрео са Вакевичом у Лондону када је видео продукцију балета Le Jeune Homme et la Mort Жана Коктоа, који је Вакевич дизајнирао. Брук је изјавио да је „био уверен да је ово дизајнер кога је чекао“.

### Шекспир
- Краљ Џон, Пол Шелвинг (дизајнер), Репертоарско позориште у Бирмингему, 1945
- Measure for Measure са Џоном Гилгудом (Шекспирово меморијално позориште), 1950
- Зимска прича са Џоном Гилгудом (Шекспирово меморијално позориште), 1952
- Дански принц Хамлет са Полом Скофилдом (Хамлет), Алеком Клунсом (Клаудије), Дајаном Винјард (Гертруда), Мери Уре (Офелија), Ернестом Тезигером (Полоније), Ричардом Џонсоном (Лаерт), Мајклом Дејвидом (Хорације), Ричардом Паском (Фортинбрас) (плус 27 других), 1955
- Тит Андроник са Лоренсом Оливијеом (Шекспирово меморијално позориште), 1955. и 1958. године
- Краљ Лир са Полом Скофилдом (RSC), 1962
- Сан летње ноћи са Сали Јакобс (дизајнер), Џон Кејн (Пук), Франсес де ла Тур (Хелена), Бен Кингсли (Деметријус) и Патрик Стјуарт (Сноут), 1970
- Краљ Лир (филм) 1971
- Timon of Athens, адаптација Жан-Клод Каријер, Bouffes du Nord theatre, 1974
- Mésure pour mésure, Bouffes du Nord theatre, 1978
- Mésure pour mésure (филм) 1979
- La Tempête, адаптација Жан-Клод Каријер, Bouffes du Nord theatre, 1990
- Трагедија Хамлета, 2000
- Трагедија Хамлета (ТВ филм), 2002
- Љубав је мој грех, сонети, 2009
- Warum warum (Зашто, зашто) Питера Брука и Мари-Елен Естијен, 2010

### Махабхарата
Средином 1970-их, Брук је са писцем Жан-Клодом Каријером започео рад на адаптацији индијске епске песме Махабхарата у сценску представу која је први пут изведена 1985. године, а потом у телевизијску мини серију.
2015. године, Брук се вратио у свет Махабхарате са новом Young Vic продукцијом, Бојно поље, у сарадњи са Жан-Клодом Каријером и Мари-Елен Естијен.

### Tierno Bokar
У 2005. години, Брук је режирао Тиерно Бокар, на основу мистицизма у исламу царства Мали, живота човека под именом Тиерно Бокар. Представу је за сцену адаптирала Мари-Елен Естијен из књиге Амадоуа Хампатеа Ба (у преводу на енглески језик као Дух толеранције: Инспиративни живот Тиерна Бокара). Књига и представа детаљно описују Бокаров живот и поруку верске толеранције. Универзитет Колумбија одржао је 44 сродна догађаја, предавања и радионице којима је присуствовало преко 3.200 људи током читавог периода приказивања Тиерно Бокара. Панел дискусије биле су фокусиране на теме верске толеранције и муслиманске традиције у западној Африци.

## Лични живот
Брук се 1951. оженио глумицом Наташом Пери. Имали су двоје деце: Ирину, глумицу и редитељку, и Сајмона, редитеља. Пери је умрла од можданог удара у јулу 2015. године, са 84 године.

## Радови

### Радови са RSC (осим Шекспира)
- 1964. Марат/Саде
- 1966. САД, анти-вијетнамска протестна представа са компанијом RSC, документована у филму Benefit of the Doubt

### Остале велике продукције
- 1955: Хамлет са Полом Скофилдом
- 1958: Посета са Алфредом Лунтом и Лин Фонтан
- 1964: Мара/Сад
- 1968: Едип са Џоном Гилгудом и Иреном Ворт, Народно позориште
- 1971: Orghast Теда Хјуза
- 1974: Timon d'Athènes, Théâtre des Bouffes du Nord
- 1975: Les Iks, Théâtre des Bouffes du Nord
- 1977: Ubu aux Bouffes по Алфреду Жариу, Théâtre des Bouffes du Nord
- 1978: Measure for Measure, Вилијам Шекспир, Théâtre des Bouffes du Nord
- 1979: Говор птица по Атар Нишапури, Фестивал у Авињону; Théâtre des Bouffes du Nord
- 1979: L'Os de Mor Lam Бираго Диопа, Théâtre des Bouffes du Nord
- 1981: Кармен, Позориште Вивијан Бомон, Линколн Центар, Њујорк
- 1981: La Cerisaie Антона Чехова, Théâtre des Bouffes du Nord
- 1984: Tchin-Tchin са Марчелом Мастројанијем, Théâtre Montparnasse
- 1985: Махабхарата, Фестивал у Авињону
- 1988: Вишњик Антона Чехова, Majestic Theatre, Бруклин
- 1989: Woza Albert!, аутори Перси Мтава, Мбонгени Нгема и Барни Симон
- 1990: Бура, Вилијам Шекспир, Théâtre des Bouffes du Nord
- 1992: Impressions de Pelléas по Клоду Дебисију, Théâtre des Bouffes du Nord
- 1993: L'Homme Qui по The Man Who Mistook His Wife for a Hat, Оливер Сакс
- 1995: Qui est là по текстовима Антонина Артоа, Бертолта Брехта, Едварда Гордона Крега, Всеволода Мејерхолда, Константина Станиславског
- 1995: Oh les beaux jours, Самјуе Бекет
- 1998: Je suis un phénomène, Алекандер Луриа
- 1998: Дон Ђовани, Моцарт,
- 1999: Le Costume, Цан Тхемба
- 2000: Хамлет Вилијама Шекспира, са Адријаном Лестером
- 2002: Далеко од Карила Черчила
- 2002: La Mort de Krishna екстракт из Махабхарате од Вјаса,
- 2003: Ta main dans la mienne, аутор Карол Рокамора
- 2004: Тиерно Бокар по Vie et enseignement de Tierno Bokar-Le sage de Bandiagara, Амадоу Хампате Ба
- 2004: Le Grand Inquisiteur по Браћа КарамазовиДостојевског
- 2006: Sizwe Banzi Is Dead, Фестивал Авињон
- 2008: Фрагменти по Семјуелу Бекету
- 2009: Љубав је мој грех, сонети Вилијама Шекспира
- 2009: 11 и 12 после Vie et enseignement de Tierno Bokar-Le sage de Bandiagara, Амадоу Хампате Ба
- 2010: Warum warum Питера Брука
- 2011: Чаробна фрула адаптација Моцартове опере Чаробна фрула[17] у позоришту Gerald W. Lynch
- 2013: Одело према бајки Цан Тембеа.
- 2015: Бојно поље, из филма Махабхарата и драме Жан Клода Каријера.
- 2018: Затвореник, написали и режирали Питер Брук и Мари-Елен Естијен.
- 2019: Зашто?, написали и режирали Питер Брук и Мари-Елен Естијен.[18]

### Филмографија
- 1953: The Beggar's Opera
- 1960: Moderato Cantabile
- 1963: Lord of the Flies
- 1967: Ride of the Valkyrie
- 1967: Marat/Sade
- 1968: Tell Me Lies
- 1971: King Lear
- 1979: Meetings with Remarkable Men
- 1979: Mesure pour mesure
- 1982: La Cerisaie
- 1983: La Tragédie de Carmen
- 1989: The Mahabharata
- 2002: The Tragedy of Hamlet (TV)

## Награде
- Награда Тони за најбољу режију представе за Мара/Сад, 1966[19]
- Награда Тони за најбољу режију представе Сан летње ноћи, 1971
- Шекспирова награда Фондације Freiherr von Stein, 1973
- Grand Prix Dominique, 1975
- Brigadier Prize, 1975, за Timon of Athens
- Награда позоришног друштва Вест Енд, 1983
- Награда Еми, 1984, за La tragedie de Carmen
- Prix Italia, 1984
- Награда европског позоришта[20]
- Међународна награда Еми, 1990, за Махабхарату
- Praemium Imperiale, 1997
- Награда Дан Дејвид, 2005
- Награда Ибсен за 2008. годину, први добитник награде од 2,5 милиона норвешких круна (приближно 200.000 фунти).[21]
- Награда Критичара за истакнуто служење уметности, 2008

## Почасти
- Заповедник реда Британског царства, 1965
- Улазак у Кућу славних америчког позоришта, 1983[22]
- Почасни доктор, Универзитет у Бирмингему, 1990
- Почасни сарадник Магдалин Колеџа, Оксфорд, 1991
- Почасни доктор, Универзитет Стратклајд, 1990
- Почасни доктор, Универзитет у Оксфорду, 1994
- Официр реда Легије части (Француска), 1995
- Почасни пратилац, 1998 (Претходно је одбио витештво.)
- Командир Легије части (Француска), 2013
- 2011. године Британска академија га је одликовала председничком медаљом.[23]
- Награда принцезе Астурије за уметност, 2019 [24]